# Miklós Sárkány
Miklós Sárkány (Boedapest, 15 augustus 1908 - Wenen, 20 december 1998) is een voormalig Hongaars waterpolospeler.
Miklós Sárkány nam als waterpoloër succesvol deel aan de Olympische Spelen van 1932 en 1936. In 1932 speelde hij een van de drie wedstrijden, en veroverde een gouden medaille. In 1936 speelde hij drie van de zeven wedstrijden, en veroverde wederom een gouden medaille.
István Barta · 
György Bródy · 
Sándor Ivády · 
Olivér Halassy · 
Márton Homonnai · 
Alajos Keserű · 
Ferenc Keserű · 
János Németh · 
Miklós Sárkány · 
József Vértesy
Jenő Brandi · 
Mihály Bozsi · 
György Bródy · 
Olivér Halassy · 
Kálmán Hazai · 
Márton Homonnai · 
György Kutasi · 
István Molnár · 
János Németh · 
Miklós Sárkány · 
Sándor Tarics
- Gemeinsame Normdatei: 1027642993
- International Standard Name Identifier: 0000 0001 1047 8428
- Nederlandse Thesaurus van Auteursnamen: 134480805
- Virtual International Authority File: 27583808
- WorldCat: E39PBJkHv9R7k4kxtm6rhMdvpP